# Vitesse ascensionnelle
 (août 2024).
Si vous disposez d'ouvrages ou d'articles de référence ou si vous connaissez des sites web de qualité traitant du thème abordé ici, merci de compléter l'article en donnant les références utiles à sa vérifiabilité et en les liant à la section « Notes et références ».

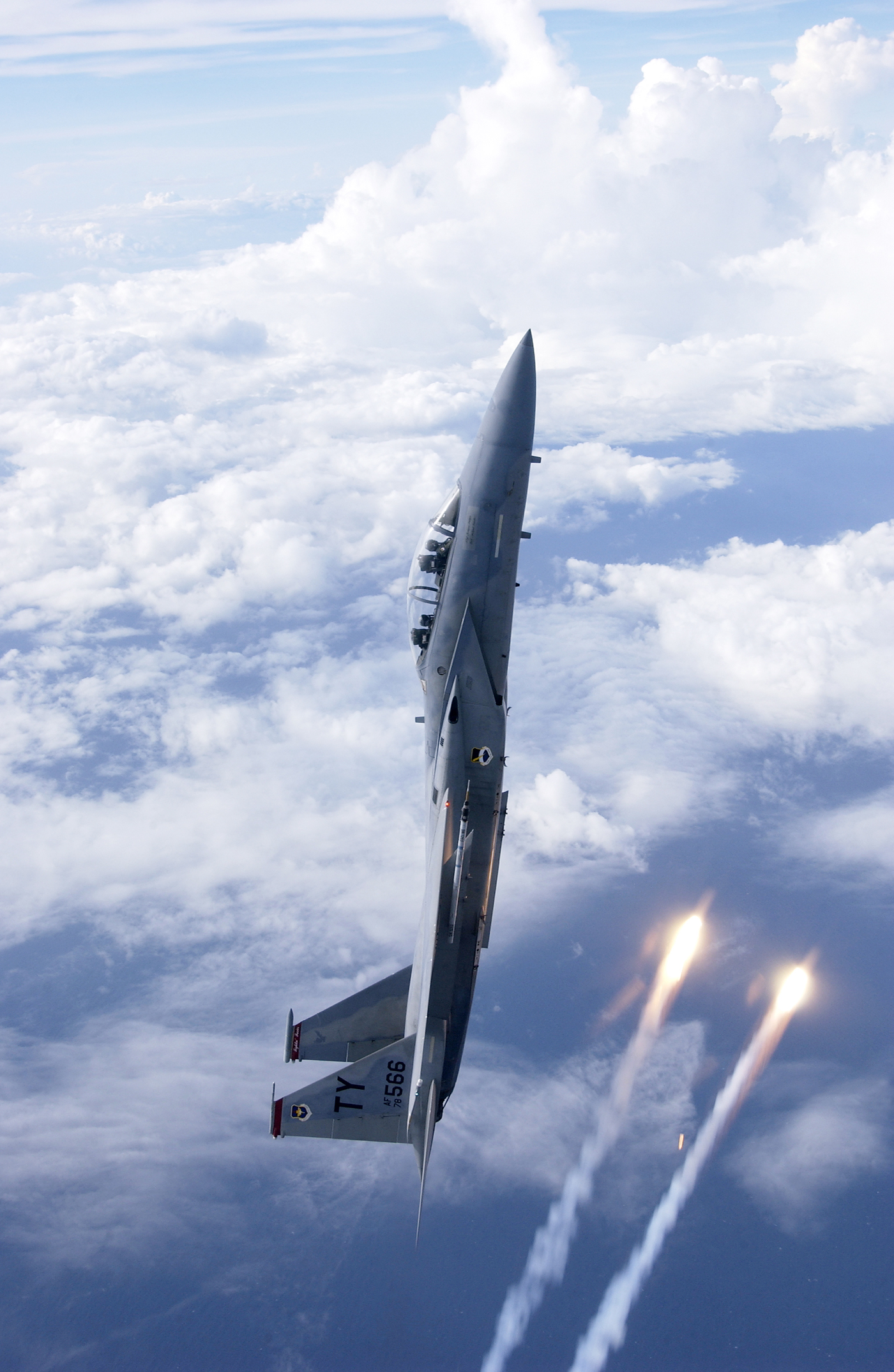
Montée verticale d'un F-15 Eagle américain.

La vitesse ascensionnelle d'un aéronef, ou taux de montée, est sa vitesse verticale en montée, la variation de son altitude pendant une unité de temps, sous l'effet de sa propulsion. Elle correspond à la valeur de la projection du vecteur vitesse sur l'axe vertical.

## Définition et performances
La vitesse ascensionnelle est mesurée par un instrument de bord appelé variomètre. Ces instruments sont généralement gradués en pied par seconde ou par minute (ft/s ou ft/min) ou en mètre par seconde (m/s).
Les performances atteintes dépendent essentiellement du rapport entre la puissance du groupe motopropulseur, de la masse de l'appareil et de l'altitude. Elles sont aussi limitées par le confort de l'équipage ou du passager : la plupart des compagnies aériennes demandent à leurs pilotes de ne pas dépasser un taux de montée ou de descente supérieur à 3 % car un angle plus important pourrait effrayer les passagers et induire des douleurs dues à la variation rapide de la pression.
Seuls certains appareils tels que ceux destinés à l'acrobatie aérienne ou les chasseurs-intercepteurs militaires ont besoin de vitesse ascensionnelle (descensionnelle) très élevée. Le rapport entre la poussée et le poids de l'appareil peut atteindre, voire être supérieur à 1, ce qui permet une trajectoire proche de la verticale.
Pour les autres appareils les performances en vitesse ascensionnelle sont uniquement nécessaires pour leur permettre d'atteindre leur altitude optimale de croisière rapidement ou, au décollage, pour éviter les obstacles dans l'axe de la piste, atteindre rapidement une altitude de sécurité ou survoler une zone habitée.

## Quelques exemples

### Avions légers
- Sopwith Camel : 290 m/min
- Supermarine Spitfire : 810 m/min
- Dassault Rafale : 18 290 m/min
- Soukhoï Su-57 : 21 000 m/min

### Avions lourds
- Messerschmitt Me 323 : 216 m/min
- Tupolev Tu-160 Blackjack : 4000 m/min

### Hélicoptères militaires
- Eurocopter EC665 Tigre : 642 m/min